# 桜井神社 (尼崎市)
桜井神社（さくらいじんじゃ）は、兵庫県尼崎市にある神社。旧社格は郷社。庄下川東岸に位置。正徳元年（1711年）の転封から幕末まで尼崎藩を治めた桜井松平家（松平氏、明治以降は桜井氏に改姓）の、初代信定から16代忠興までを祀る。

## 祭神
主祭神
- 櫻井信定公(五十橿戈衝立豊柱根命)

配祭神
- 櫻井忠重公(青雲伊多々須昆古命)
- 櫻井忠喬公(波奈具波之佐久良命)

他13柱

## 歴史
創建は1882年（明治15年）に、旧藩士の有志が歴代藩主の遺徳を偲び、旧尼崎城の西大手橋東詰に建立した。その後1961年（昭和36年）に国道43号線敷設のため現在地に遷宮したが、本殿及び拝殿は建立当時のものである。

## 境内
境内には最後の城主・忠興が設立に係わった博愛社（のちの日本赤十字社）の記念碑がある。また拝殿前左には尼崎城の棟瓦が飾られている。

## 境内社
- 瓢箪山稲荷社
- 博愛地蔵

## 文化財

### 重要文化財（国指定）
- 太刀銘 守家

刀身は備前国の刀工である初代守家の作であり、鎌倉時代中期のものとされている。付属の飾太刀拵は江戸時代の作で、金具に桜井家の家紋の家紋の一つである九曜紋が彫られており、鞘にも梨子地に九曜紋が金蒔絵されている。代々桜井家に伝来していたものが忠興の代で桜井神社に寄進され、現在は尼信文化基金の所蔵となっている。

### 有形文化財（市指定）
- 浅葱糸威二枚胴具足（附　桜井神社所蔵資料）

甲冑は代々桜井松平家に伝えられた武具の一つで、櫻井信定所用のものと伝えられている。兜は鉄錆地の七十二間筋兜、鎧胴や佩楯などを浅葱糸で威しており、所々に桜井家家紋と思われる桜花紋を彫った金具が据えられている。また、その他の桜井神社ゆかりの武具・古文書などは江戸時代の尼崎城の様子や尼崎藩政を知る上で貴重な資料が遺されている。

## 主な祭礼
- 元旦祭（1月1日）
- 本社春祭・瓢箪山稲荷祭（4月第一日曜日）
- はくあい地蔵まつり（5月5日）
- 本社例祭（9月27日）
- 除夜祭（12月31日）

## 現地情報
所在地
- 兵庫県尼崎市南城内116-11

交通アクセス
- 尼崎駅 (阪神)より庄下川に沿って南下、開明橋を東へ渡ってすぐ。
- 国道43号　西本町交差点から庄下川に沿って北上、開明橋を東へ渡ってすぐ。